# Cừu Coopworth

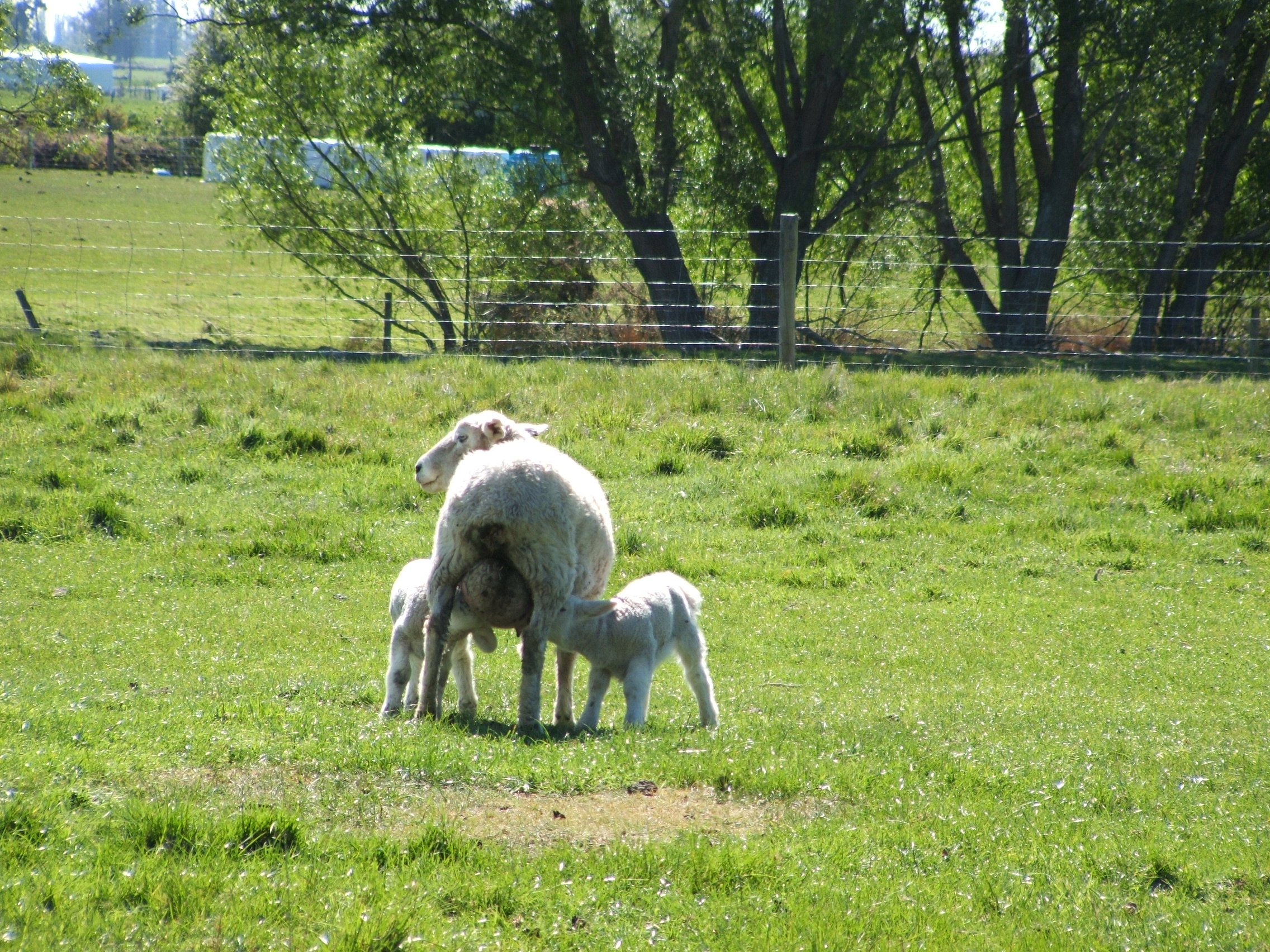
Ba mẹ con cừu Coopworth tại Canterbury

Cừu Coopworth là một giống cừu có nguồn gốc từ New Zealand. Đây là giống cừu được phát triển bởi một đội ngũ các nhà khoa học tại Lincoln College (tại Đại học Lincoln) ở Canterbury, New Zealand với mục đích nhằm tăng tỷ lệ sinh con của trừu cái khi cho cừu cái thuộc giống cừu Romney khi giao phối với cừu đực thuộc giống cừu Leicester biên giới. Các giống cừu này chiếm tỷ trọng bầy lớn thứ hai ở New Zealand. Nó cũng được nuôi ở Úc, các nước châu Âu và Hoa Kỳ. Các con cừu Coopworth được sử dụng cho cả mục đích lấy thịt cừu và len. 

## Lịch sử

### TạiTân Tây Lan
Các nghiên cứu khoa học đầu tiên của việc lai giống cừu Leicester biên giới đã được khởi xướng vào năm 1950 từ tài sản của trường Cao đẳng Lincoln do Ashley Dene, việc điều tra sâu rộng hơn nữa được thực hiện tại Trạm nghiên cứu Whatawhata Hill Country được tiếp diễn bởi một nghiên cứu chuyên sâu của việc lai giống cừu Leicester Border x cừu Romney tại trường Cao đẳng Lincoln. Mục đích đằng sau những thí nghiệm này là thực hiện bởi nhân viên nghiên cứu và một số nông dân vào thời gian mà tỷ lệ đẻ của trừu cái New Zealand là không đủ cao. Nâng tỷ lệ đẻ phải là một trong những mục tiêu chính của nghiên cứu cừu trong tương lai, và lai các giống hiện có với cừu Leicester biên giới, được biết đến là khả năng sinh sản cao, có thể cung cấp ít nhất một giải pháp cho vấn đề này.
Các thí nghiệm cho thấy phép lại chéo cừu đầu tiên của cừu đực Leicester biên giới đã đưa ra một tỷ lệ phần trăm trừu cái đẻ mà là 15-30% ở trên các giống mẹ của cừu. Kết quả thuận lợi nêu lên câu hỏi liệu biên chéo cừu Border-Romney nói riêng, có thể giao phối để cải tạo một con cừu thuần ổn định có đặc tính mong muốn mà việc lai thế hệ cừu đầu tiên (F1) chắc chắn đã có. Các chính sách chăn nuôi tại Lincoln là chọn cho khả năng sinh sản khi giao phối tiếp tục, và để so sánh với những con cừu cái F1 gốc và một đàn cừu Romney. Việc so sánh cho thấy rằng có một sự suy giảm nhẹ trong khả năng sinh sản từ F1 đến F2 và F3, nhưng vẫn là một lợi thế rất lớn so với cừu Romney.
Trong khi đó, một số nhà nhân giống cừu quan tâm tiếp, tục cho giao phối và chọn lọc rất mạnh mẽ cho khả năng sinh sản. Mặc dù họ đã không kiểm soát bầy, tỷ lệ trừu cái đẻ của những con cừu đã cho thấy không suy giảm với lai nội, trong thực tế, họ cho rằng tính chất của cừu đã tăng lên, và tỷ lệ phần trăm của chúng vẫn rất cao hơn nhiều so với các nước láng giềng của họ hoặc một huyện trung bình. Được khích lệ bởi những kết quả một số đàn được bắt bán đực giao phối (đực giống) trên khắp New Zealand.
Các nhà lai tạo có liên quan tin rằng vào cuối những năm 1960, họ đã có thế hệ cừu thứ ba (F3) mà là hiệu suất cao, giữ lại những đặc tính mong muốn của cừu Border-Romney lần đầu lai chéo. Một cuộc họp nhỏ của những người liên quan được gọi là một cuộc họp chung của những người quan tâm trong tháng 11 năm 1963, tại đó một hiệp hội được thành lập và sau một cuộc bỏ phiếu về tên có thể đề xuất thì cái tên Coopworth đã được thông qua. Hiệp hội cừu Coopworth New Zealand kiểm soát các tiêu chuẩn lựa chọn dựa trên các tiêu chuẩn hiệu suất ghi lại.

### TạiHoa Kỳ
Các con cừu Coopworths đầu tiên được nhập khẩu vào Mỹ trong những năm 1970 bởi Jonathan ở Virginia và Don Gnos Oregon. Năm 1980, Woodsedge Len ở New Jersey nhập khẩu 10 con cừu cái giống, và trong những năm đầu thập niên 1980, OSU ở Oregon nhập khẩu cừu Coopworth đó đã được cấy phôi cừu Booroola Merino. Một đợt nhập khẩu cừu Coopworth khác là Jan và Trudy Van Stralen của Canada, và Don Wilkinson, Chuyên Gia Oregon. Thụ tinh nhân tạo (AI) đã thay thế nhập khẩu của cừu vì những chi phí của các yêu cầu kiểm dịch.
Đăng ký tại Hoa Kỳ: Việc đăng ký giống ở Mỹ là The American Coopworth Registry (ACR). Tổ chức đăng ký được thành lập để đáp ứng nhu cầu của tất cả các chủ sở hữu và tác giả giống cừu Coopworth, giữ gìn và cải thiện giống và để giáo dục thành viên của nó. ACR cung cấp đăng ký thuần chủng cho tất cả các con chiên Coopworth màu trắng tự nhiên và đủ điều kiện đáp ứng các tiêu chuẩn giống. ACR được dành để cung cấp hỗ trợ và giáo dục cho thành viên của mình. Sự tham gia và thông tin liên lạc được hoan nghênh và khuyến khích. 

## Đặc điểm giống

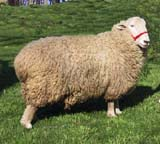
Cừu Coopworth

Cừu Coopworth là một giống cừu có kích thước trung bình, kiêm dụng sử dụng với mục đích kép, một dòng giống lông dài, khá điềm tĩnh. Các khuôn mặt dài thường là sạch sẽ với một chùm lông nhỏ trên đầu hoặc đầu để trần và một cái mũi. Khi đứng thì cao hơn một chút so với cừu Romney NZ và phô bày cơ bắp nặng hơn so với cừu Leicester biên giới. Cơ thể dài với một thắt lưng tốt và một xương chậu rộng. Các lọn lông cừu, với đầu khóa nhọn, có cũng được xác định uốn với độ nhẹ và xoăn từ 44-48 (35-39 micromet) và chiều dài chủ yếu từ 6-8 inch. Một đơn vị lông cừu trung bình nặng 5 kg với sợi có đường kính khoảng 30-35 micron, trong phạm vi thô của Len với chiều dài chủ yếu từ 125 đến 200 mm. Trọng lượng sống của một con cừu trưởng thành là khoảng 55 kg.
Trong khi chỉ có cừu Coopworths trắng có thể được đăng ký tại New Zealand và Úc, tất cả Coopworths màu trắng và màu tự nhiên đều được chấp nhận cho đăng ký tại Hoa Kỳ và Canada. Các con cừu này được chăm sóc sinh sản dễ dàng và rất ít thực sự có được hỗ trợ như có rất ít hoặc không có sự cố mang thai. Đó là những đặc điểm mà xuất phát từ hình dạng tốt hơn của khung xương chậu của cừu và đầu hẹp và vai của con chiên. Trong khi trừu cái dễ dàng đẻ là đặc tính nuôi con dễ chăm sóc, hai tính năng khác là rất lớn. Ngoài ra, các con cừu Coopworth là bà mẹ tuyệt vời. Các con cừu Coopworth có một bản năng làm mẹ rất phát triển và không chạy khi bị quấy rầy, sản xuất sữa của nó là rất tốt, tất cả đều làm cho việc quản lý dễ dàng hơn trừu cái đẻ, tỷ lệ sống của cừu cao.
Có ý kiến của những người có nuôi Coopworths cho rằng chăn dắt bắt buộc khi trừu cái đẻ ít hơn một nửa trong số đó cần thiết cho cừu Romney và cừu Corriedale. Là một giống có thể thay thế để sử dụng ít lao động, nông dân thấy rằng họ có thể chuyển đổi con cừu cái Coopworth và cừu non mà không làm lạc mẹ và do đó di chuyển vào một chăn dắt chuyên sâu. Một tập tính khác là chúng dễ dàng đi lại trên đất nước bị hỏng hoặc có nhiều bụi rậm. Đây cũng có thể là kết quả của khuôn mặt rõ ràng và chân dài hơn. Một tính năng thứ ba là cừu con phát triển nhanh chóng, và những khó khăn ít gặp phải trong việc nuôi cừu con.

## Chăn nuôi
Chúng có tính bầy đàn cao nên dễ quản lý, chúng thường đi kiếm ăn theo đàn nên việc chăm sóc và quản lý rất thuận lợi. Chúng cũng là loài dễ nuôi, mau lớn, ít tốn công chăm sóc. So với chăn nuôi bò thì chúng là vật nuôi dễ tính hơn, thức ăn của chúng rất đa dạng, thức ăn của chúng là những loại không cạnh tranh với lương thực của người. Chúng là động vật có vú ăn rất nhiều cỏ.
Hầu hết chúng gặm cỏ và ăn các loại cỏ khô khác, tránh các phần thực vật có gỗ nhiều. Chúng có chế độ hoạt động ban ngày, ăn từ sáng đến tối, thỉnh thoảng dừng lại để nghỉ ngơi và nhai lại. Đồng cỏ lý tưởng cho chúng như cỏ và cây họ Đậu. Khác với thức ăn gia súc, thức ăn chính của chúng trong mùa đông là cỏ khô.
Chúng là loài ăn tạp, có thể ăn được nhiều loại thức ăn bao gồm thức ăn thô xanh các loại như: rơm cỏ tươi, khô, rau, củ quả bầu bí các loại, phế phụ phẩm công nông nghiệp và các loại thức ăn tinh bổ sung như cám gạo ngũ cốc. Mỗi ngày chúng có thể ăn được một lượng thức ăn 15-20% thể trọng. Chúng cần một lượng thức ăn tính theo vật chất khô bằng 3,5% thể trọng. Với nhu cầu 65% vật chất khô từ thức ăn thô xanh (0,91 kg) và 35% vật chất khô từ thức ăn tinh (0,49 kg). Khi cho chúng ăn loại thức ăn thô xanh chứa 20% vật chất khô và thức ăn tinh chứa 90% vật chất khô.
Nguồn nước uống là nhu cầu cơ bản của chúng. Lượng nước cần cho chúng biến động theo mùa và loại và chất lượng thực phẩm mà chúng tiêu thụ. Khi chúng ăn nhiều trong các tháng đầu tiên và có mưa (kể cả sương, khi chúng ăn vào sáng sớm), chúng cần ít nước hơn. Khi chúng ăn nhiều cỏ khô thì chúng cần nhiều nước. Chúng cũng cần uống nước sạch, và có thể không uống nếu nước có tảo hoặc chất cặn. Trong một số khẩu phần ăn của chúng cũng bao gồm các khoáng chất, hoặc trộn với lượng ít.

## Chăm sóc
Sau khi cho phối giống 16-17 ngày mà không có biểu hiện động dục lại là có thể cừu đã có chửa, Căn cứ vào ngày phối giống để chuẩn bị đỡ đẻ cho cừu (thời gian mang thai của cừu 146-150 ngày) nhằm hạn chế cừu sơ sinh bị chết; Có thể bồi dưỡng thêm thức ăn tinh và rau cỏ non cho cừu có chửa nhưng tuyệt đối tránh thức ăn hôi mốc; Khi có dấu hiệu sắp đẻ (bầu vú căng, xuống sữa, sụt mông, âm hộ sưng to, dịch nhờn chảy ra, cào bới sàn…) nên nhốt ở chuồng riêng có lót ổ rơm và chăn dắt gần, tránh đồi dốc.
Thông thường cừu mẹ nằm đẻ nhưng cũng có trường hợp đứng đẻ, tốt nhất nên chuẩn bị đỡ đẻ cho cừu; Sau khi đẻ cừu mẹ tự liếm cho con. Tuy nhiên, vẫn phải lấy khăn sạch lau khô cho cừu con, nhất là ở miệng và mũi cho cừu con dễ thở. Lấy chỉ sạch buộc cuống rốn (cách rốn 4–5 cm), cắt cuống rốn cho cừu con và dùng cồn Iod để sát trùng; Giúp cừu con sơ sinh đứng dậy bú sữa đầu càng sớm càng tốt (vì trong sữa đầu có nhiều kháng thể tự nhiên); Đẻ xong cho cừu mẹ uống nước thoải mái (có pha đường 1% hoặc muối 0.5%).
Cừu con trong 10 ngày đầu sau khi đẻ cừu con bú sữa mẹ tự do; Từ 11-21 ngày tuổi cừu con bú mẹ 3 lần/ngày, nên tập cho cừu con ăn thêm thức ăn tinh và cỏ non, ngon; 80-90 ngày tuổi có thể cai sữa. Giai đoạn này phải có cỏ tươi non, ngon cho cừu con để kích thích bộ máy tiêu hóa phát triển (đặc biệt là dạ cỏ) và bù đắp lượng dinh dưỡng thiếu hụt do sữa mẹ cung cấp không đủ; Cừu sinh trưởng và phát triển nhanh, mạnh ở giai đoạn này.